# Munna uripica
Munna uripica is een pissebed uit de familie Munnidae. De wetenschappelijke naam van de soort is voor het eerst geldig gepubliceerd in 1972 door Kussakin.